# 島津忠隆
島津忠隆（1497年9月11日－1519年5月12日）是室町時代後期在薩摩國的大名。島津氏第13代當主。父親是第11代當主島津忠昌。

## 生平
在明應6年（1497年）出生，家中次男。幼名是百房丸。通稱又六郎。
在永正12年（1515年）因為哥哥‧第12代當主島津忠治死去而繼任家督。在永正13年（1516年）討伐了企圖支配琉球的三宅國秀，守護了島津氏在琉球的權益。和哥哥忠治一樣不喜歡戰亂而傾向文學方面，接受了古今傳授。因此島津氏的內亂仍然持續著。
在永正16年（1519年）4月14日死去。享年23歲。法名是興岳隆盛大禪定門。墓所最初在鹿兒島的隆盛院，後來改葬在福昌寺。繼承人是弟弟島津勝久。